# Oxálecetsav
Az oxálecetsav négy szénatomos dikarbonsav, amely a citromsavciklus és a glukoneogenezis köztitermékeként jelenik meg.
In vivo az oxálecetsav az l-malát oxidációjával jön létre, amit a malát-dehidrogenáz enzim katalizál, majd acetil-CoA-val reagálva citráttá alakul, amit a citrát-szintáz katalizál. Mezofil növényekben CO2 és foszfo-enol-piruvát kondenzációjával is keletkezhet, amit az oxálacetát-dekarboxiláz katalizál. Piruvátból anaplerotikus reakció során jön létre.
Az oxálecetsav enol formája különösen stabil, olyannyira, hogy a két izomernek eltérő az olvadáspontja.
(152 °C cisz, 184 °C transz). Az enol proton pKa értéke 13,02. Az E. coli fumaráz enzime katalizálja a keto és enol formák közötti átalakulást.
Az oxálecetsav oldatban instabil, dekarboxilációval piruvátra bomlik (szobahőmérsékleten néhány óra alatt, 0 °C-on néhány nap alatt).
Hosszabb időtartamra hűtőben ajánlott tárolni.

## Tulajdonságai
Az oxálecetsavnál fellép az oxo-enol tautoméria. A sav egyensúlyi elegyében az enolalak nagyobb mennyiségben van jelen, mint az oxoalak. Az enolalaknak két sztereoizomerje létezik, az egyik a hidroxi-maleinsav, a másik a hidroxi-fumársav.